# Grški ovčar
Grški ovčar ali grški ovčarski pes (grško: Ελληνικός Ποιμενικός, Ellinikós Pimenikós) je grški pes čuvaj živali, ki so ga stoletja vzrejali za čuvanje živine v gorskih predelih države.

## Opis
Grški ovčar je močan, skromen in mišičast čuvaj čred, ki je bil vzrejen za delo na terenu tudi v neugodnih pogojih. Je pozno razvijajoča se pasma z izrazitim spolnim dimorfizmom, ki verjetno izhaja iz starih molosserjev in se je v Grčiji pomešal z drugimi gorskimi psi.
Grški ovčar je pes srednje do velike velikosti, s trdnim telesom in veliko fizično močjo, ki lahko pospremi čredo in se tudi bori s sovražnikom, hkrati pa ohrani fizično premoč. Glava je masivna, razmerje gobca in možganske lobanje je približno 2:3. Lobanja je običajno ukrivljena, z očitnimi obrvmi in je skoraj tako široka, kot je dolga. Gobec in obraz sta široka in globoka. Ima škarjast ali raven ugriz, ustnice so debele in nekoliko ohlapne. Trikotna kapljiva ušesa se začnejo na ravni oči in so srednje velikosti, z debelim ušesnim usnjem in gosto poraščena. Obrezovanje ušes ni dovoljeno. Koža je debela in prekrita z gostim krznom. Rjave oči so povprečne velikosti, jajčaste oblike, nameščene simetrično v vzporednih linijah s podolgovatim aksonom lobanje, z dovolj razdalje med njimi. Od strani glave je njihov položaj nekoliko pod nivojem gobca, kot da bi obstajala namišljena črta, podaljšana proti lobanji. Raje so temnejših odtenkov. Veke morajo biti tesne, ne da bi razkrile njihovo sluznico. Ta pes ima resno prodoren, miren pogled. Prsni koš mora biti širok in globok do višine komolcev. Prsni koš je sestavljen iz obokanih reber s srednjo ukrivljenostjo; so dovolj razširjena nazaj, da ostane dovolj prostora za srce in pljuča. Hrbet je širok, mišičast in zmerno dolg, trebuh rahlo dvignjen. Rep je na dnu debel. Nekateri imajo dolge rep, drugi pa kratkega ali so brez. Krzno je sestavljeno iz debelih paličnih dlak z izrazito podlanko in na zadnjih nogah tvori hlače. Zgornji plašč je raven ali rahlo valovit, srednje ali dolg. Samci imajo izrazito grivo; krzno psic je krajše kot pri samcih.. Barve krzna so črna, vsi odtenki rjave, bele in piebald, pojavljajo se tudi večbarvni psi. Pasma ni bila nikoli vzrejena zaradi barve, temveč zaradi težkega okostja, dobrih mišic in gostega, pol-dolgega do dolgega plašča.

## Temperament
Grški ovčar morda ni primeren za lastnike prvih psov. Kot vsi psi čuvaji živine so po navadi neodvisni misleci. Velja za pogumnega, odločnega, zvestega, delovnega psa z zelo razvitim občutkom dolžnosti in močnim zaščitnim nagonom do črede živali in njihovega okolja. Grški ovčar je seveda previden, zvest samo pastirju ovc, ki ga lahko označimo kot grško pasmo velikega planinskega pastirja. Grški ovčarji ne prenašajo nasilnega vedenja ali treninga. Ti neodvisni psi potrebujejo dosledno usposabljanje in inteligentno vodenje. Potrebujejo lastnike, ki razumejo njihov način čuvanja čred. Ko se znajdejo v tropu, so ti psi znali agresivno uveljavljati svoj najvišji položaj psa. So sumničavi, a taktični v prisotnosti tujcev, ne sklepajo zlahka prijateljev. Lahko se zdijo mirni, vendar so se pripravljeni zaščititi za vsako ceno kadar koli. Ko ščitijo svojo čredo, se premikajo vzdolž meje in izberejo mesta, od koder bodo lahko videli široko območje. So agresivni do divjih živali in jih lahko z globokim laježem preženejo. Če njihov globoki lajež ne odžene živali, bo preganjal vsiljivca in ga napadel. Zgodnja socializacija je ključnega pomena, če naj bo pes zanesljiv spremljevalec. Lahko so dobro usposobljeni, vendar imajo navado presojati situacijo, preden ukrepajo.

## Grški ovčar danes
Padec živinoreje in povečanje nenadzorovanega križanja z drugimi psi so spremenili značilnosti grškega ovčarja in po ocenah je trenutno v Grčiji manj kot 3000 čistih grških ovčarjev. V poskusu reševanja pasme ARCTUROS (ΑΡΚΤΟΥΡΟΣ) že od leta 1998 izvaja program grškega ovčarstva.